# Cofradía del Santísimo Cristo de la Expiración y del Silencio (León)
La Cofradía del Santísimo Cristo de la Expiración y del Silencio es una cofradía penitencial católica de la ciudad de León, España. Fue fundada en 1991 y tiene su sede en el convento de San Francisco.

## Historia
A mediados de los años 1980, un grupo de colaboradores de la casa franciscana propusieron crear una asociación religiosa que ayudáse al convento de los Capuchinos y a la Orden Franciscana Seglar a organizar dos procesiones, la del Silencio y la del Dainos. Este proyectó fraguó en 1991, con la recuperación, además, de un vía crucis cantado dentro de la iglesia conventual para la tarde del Martes Santo.
Además de los actos de Semana Santa, la actividad de la cofradía incluye el Canto del Ramo de Navidad, el Canto del Ramo del Bendito Cristo de septiembre, la Bendición de los Animales que se celebra en la festividad de San Antón, la fiesta de la Candelaria y el Toque a Nube de la fiesta de Santa Brígida en Villaseca de la Sobarriba y el Triduo a Nuestro Padre Jesús de Medinaceli.

## Emblema
El emblema está formado por una tau marrón con sudario blanco, con su lado derecho más largo que el izquierdo, según el modelo franciscano, inscrita en una corona de espinas de color marrón.

## Indumentaria

Indumentaria

El hábito se compone de túnica morada (penitencial), con botones forrados de raso blanco, cordón blanco ceñido a la derecha y con tres nudos, planteados a la usanza franciscana, y Tau en el pectoral. Capirote blanco. Se completa con guantes, zapatos, calcetines, corbata y pantalón negros y camisa blanca. En actos solemnes se utiliza la capa parda acompañando a chaqueta, corbata y pantalón oscuro.

## Actos y procesiones
- Domingo de Ramos: Procesión del Dainos. Organizada por la Orden Franciscana Seglar OFS.
- Martes Santo: Tradicional Calvario o Vía Crucis Popular Leonés Cantado.
- Miércoles Santo: Procesión del Silencio.

## Pasos
- Jesús Nazareno: obra de la escuela castellana, del siglo XVIII, es pujada por 40 braceros.
- Nuestro Padre Jesús de Medinaceli: copia del original conservado en Madrid, es obra del taller de Asorey (siglo XX). Es pujado por 40 braceros.
- Santísimo Cristo de la Expiración: obra anónima del siglo XX, es pujada por 16 braceros.